# 放鴿笭
放鴿笭是台灣南部的民俗活動，是一種利用鴿子的歸巢本能進行的短距離的鴿子負重比賽。鴿笭是指鴿子的尾羽搭載的笭，尺寸以「寸」為單位計算，從最短的三寸八分，到最長的一尺四分（約四十二公分），重約二兩七（約一百零一公克）。:83;333，學甲地區稱之為「紅腳笭」，台語稱之為「粉鳥笭」，在過去，放鴿笭是台南曾文溪兩岸六個鄉鎮的農閒休閒活動，現在僅剩下新營、鹽水和學甲仍舉辦此活動。

## 沿革
放鴿笭的起源由於歷史文獻有限，至今尚未有明確的說法或證據。然而，有三種主要的起源說：一是鄭氏軍隊說，認為是由鄭成功屯田聚落之間為連繫所發展而來；二是海賊影響說，認為放鴿笭是聚落間以鴿笭相互通知以防衛海賊的結果；三是本地起源說，包括學甲頂洲說法—競技活動、學甲宅仔港發源說和海線聚落說，養鴿受老鷹威脅，掛鴿笭嚇阻老鷹。
在台灣，過去掛粉鳥笭流傳地區大抵分布於八掌溪、急水溪、將軍溪、曾文溪流域下游平原聚落，並沒有在其他地方看到，而此區域就是明末鄭氏軍隊的駐地。據傳古時軍營與軍營之間，是以信鴿傳遞消息。部隊士兵之間，也會以信鴿來傳遞訊息，將竹哨插在鴿子的尾羽上，當鴿子一飛，竹哨聲響徹雲霄，這也在軍營裡成為聯繫和趣味的活動。

## 比賽
在鹽水和新營地區的鴿笭比賽中，有所謂的「私笭」和「公笭」。學甲的頂洲和紅茄的每一回合都是公笭賽。比賽施放時間於每天上午9點開始，有完整過程，在11點到12點，都會舉辦拍賣捕獲鴿子的活動。:129-130比賽中，兩個村莊的鴿子群輪流揹著不同尺寸的笭，從小到大地依次累加。比賽在寬敞的場地上開始，只要鴿子飛越中線，就算通過比賽。最後揹回最多的笭的隊伍獲勝。
在公笭賽中，鴿笭都是大型的，因此數量會比較少。最少的比賽只需要揹40多顆，而最多的比賽則需要揹120顆。鴿笭的尺寸通常落在7吋至8.6吋之間，但在學甲區頂洲和紅茄萣的比賽中，會出現超大型的鴿笭，尺寸可以達到9吋以上，甚至10.6吋。

## 方法
鴿笭比賽的飛行方式可以分為「擲空飛法」和「地面起法」兩種，其中「擲空飛翔法」又可以細分為「加墊式擲空飛翔法」和「無墊式擲空飛翔法」，而「地面起飛法」也可以細分為「無墊式掀雞籠地面起飛法」和「無墊式過雞籠地面起飛法」。
其中，加墊式擲空飛翔法只在學甲頂洲的比賽中出現，在尾羽背面加上一片刺竹甲葉片做的「笭墊」，減輕鴿子載重的壓迫感並增加穩定性。目前除了頂洲和紅茄萣的鴿笭有笭墊，其餘都取消笭墊這個配件。無墊式擲空飛翔法則是在鴿子尾羽直接套笭加栓，未使用「笭墊」來穩固，但由於穩定性不佳容易發生「墜鴿」事件，因此套掛鴿笭的尺寸一直未能超過八寸八。:65

## 製作
鴿笭由笭蓋、笭管、笭底和笭栓四部分組成。製作鴿笭的第一步是將白樹仔浸泡在水中約六個月到一年的時間，使其軟化且不易腐朽。製作師傅使用傳統工具刮出幾可透光的笭蓋，鴿子在攜帶鴿笭飛行時，空氣通過笭蓋的氣孔，聲音的清脆和平穩飛行取決於師傅對笭蓋的雕刻。接著製作笭管、底座、組裝跟磨平上紅漆，填補細小孔洞，使鴿笭發出的聲音更加響亮。:93-97
在掛鴿笭之前，需要先固定鴿子的尾羽。每隻鴿子都有十二根較大的尾羽，其中八根尾羽會被用來掛鴿笭。這個過程被稱為「縫尾羽」，通常是在距離臀尖約半寸處，穿過中間的八根尾羽，平行打結牢固定住。當掛鴿笭時，掛栓會被插入第六、七根尾羽和臀尖之間的縫隙中。學甲頂洲和紅茄萣這兩個庄頭採取特殊的措施，它們在尾羽的下方附加多層的笭墊。這樣做的目的是讓鴿子的尾羽在負重時不會下垂，確保飛行更加平穩和舒適。:336
過去在台南學甲施放鴿笭的村落有八個，但現在只剩下頂洲和紅茄萣。這是因為掛笭曾經引起庄頭和庄族之間的口角糾紛，為了保持村落的和諧和團結，他們決定不再放鴿子了，鴿舍也被封閉。:121